# Yamatsuri
Yamatsuri (jap. 矢祭町 Yamatsuri-machi) – miasto w Japonii, na wyspie Honsiu, w prefekturze Fukushima. Według danych na rok 2020 miejscowość zamieszkiwało 5 392 mieszkańców , a gęstość zaludnienia wyniosła 45,6 os./km².